# Scooter (Plopsaland Belgium)
Scooter is een attractie in het Belgische attractiepark Plopsaland Belgium en is geopend in 2000. De attractie bevindt zich op het Kermisplein en heeft het thema van Samson en Gert.
Enkel kinderen tussen 1 meter en 1 meter 40 mogen de attractie betreden. De kinderen nemen plaats in een van de autootjes en kunnen vervolgens zelf het autootje besturen door op de pedaal te duwen en aan het stuur te draaien.
De attractie is een kleine versie van de botsauto's bedoeld voor kinderen. Er zijn 10 botsautootjes maar op de baan bevinden zich er meestal 6 tot 8.

## Geschiedenis
De attractie opende met de transformatie van Meli Park naar Plopsaland in 2000. Toen waren er (wellicht tweedehands) autootjes aangekocht van de Franse constructeur Reverchon. De autootjes waren van het model Mini Space en reden tot en met het seizoen van 2004 op de piste in Plopsaland.
Voor het seizoen van 2005 werd er beslist om nieuwe autootjes aan te kopen. De nieuwe autootjes komen van de Italiaanse bouwer Bertazzon en zijn van het model Mini Sydney.

## Trivia
- De voormalige Reverchon autootjes worden als decoratie gebruikt in de Plopsa Winkels in Plopsa Indoor Hasselt, Plopsa Indoor Coevorden en Wijnegem Shop Eat Enjoy.

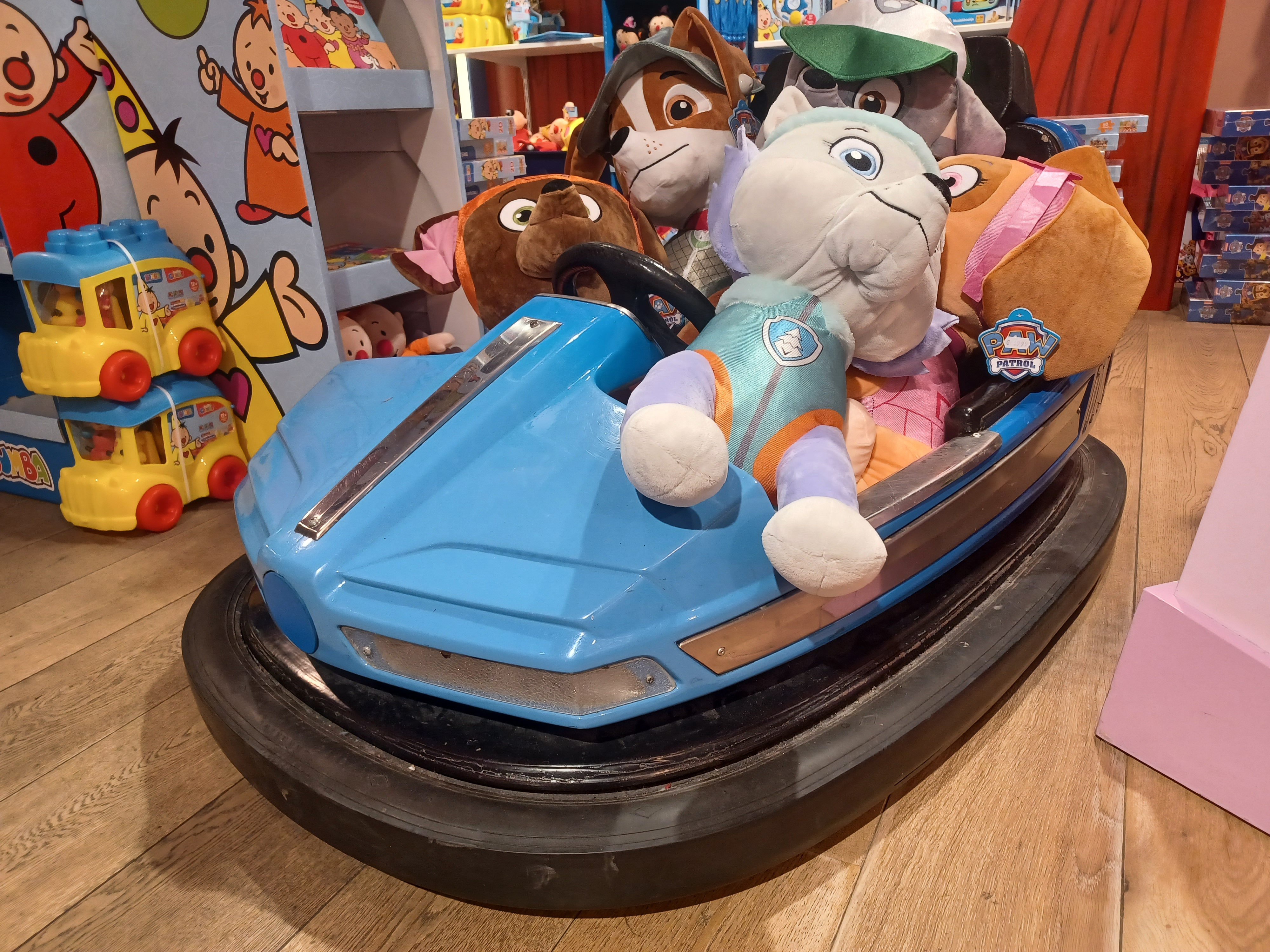
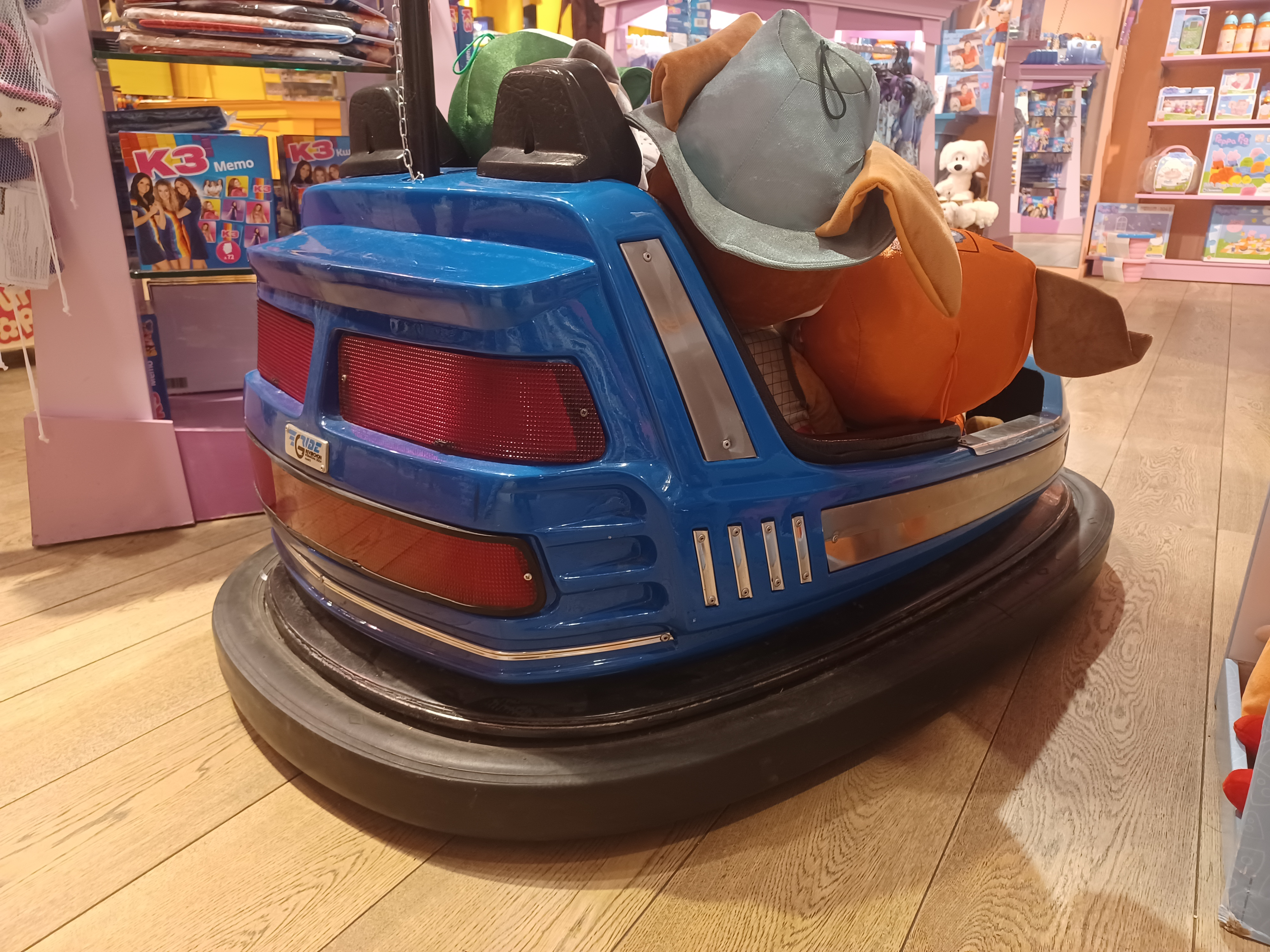
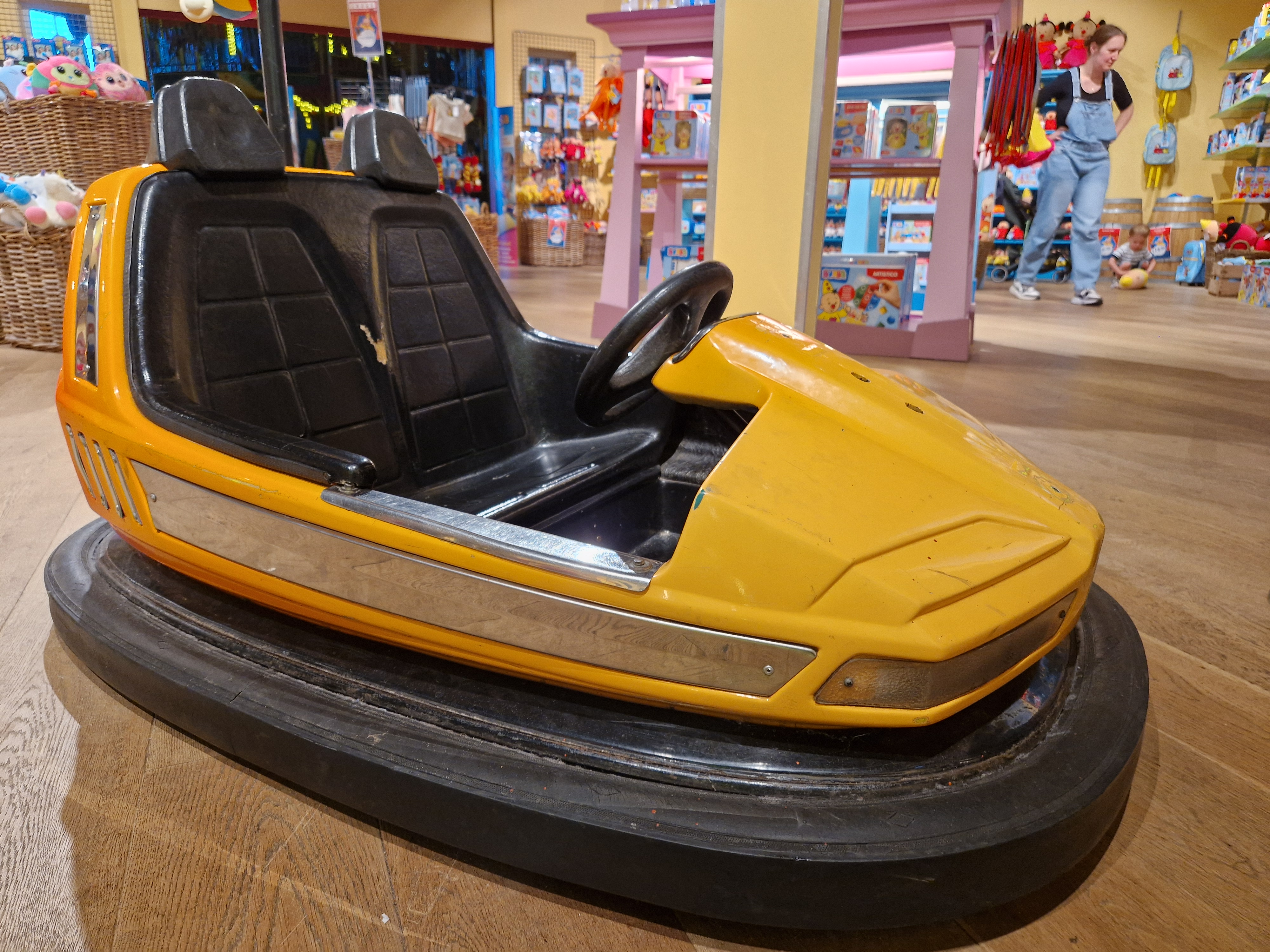
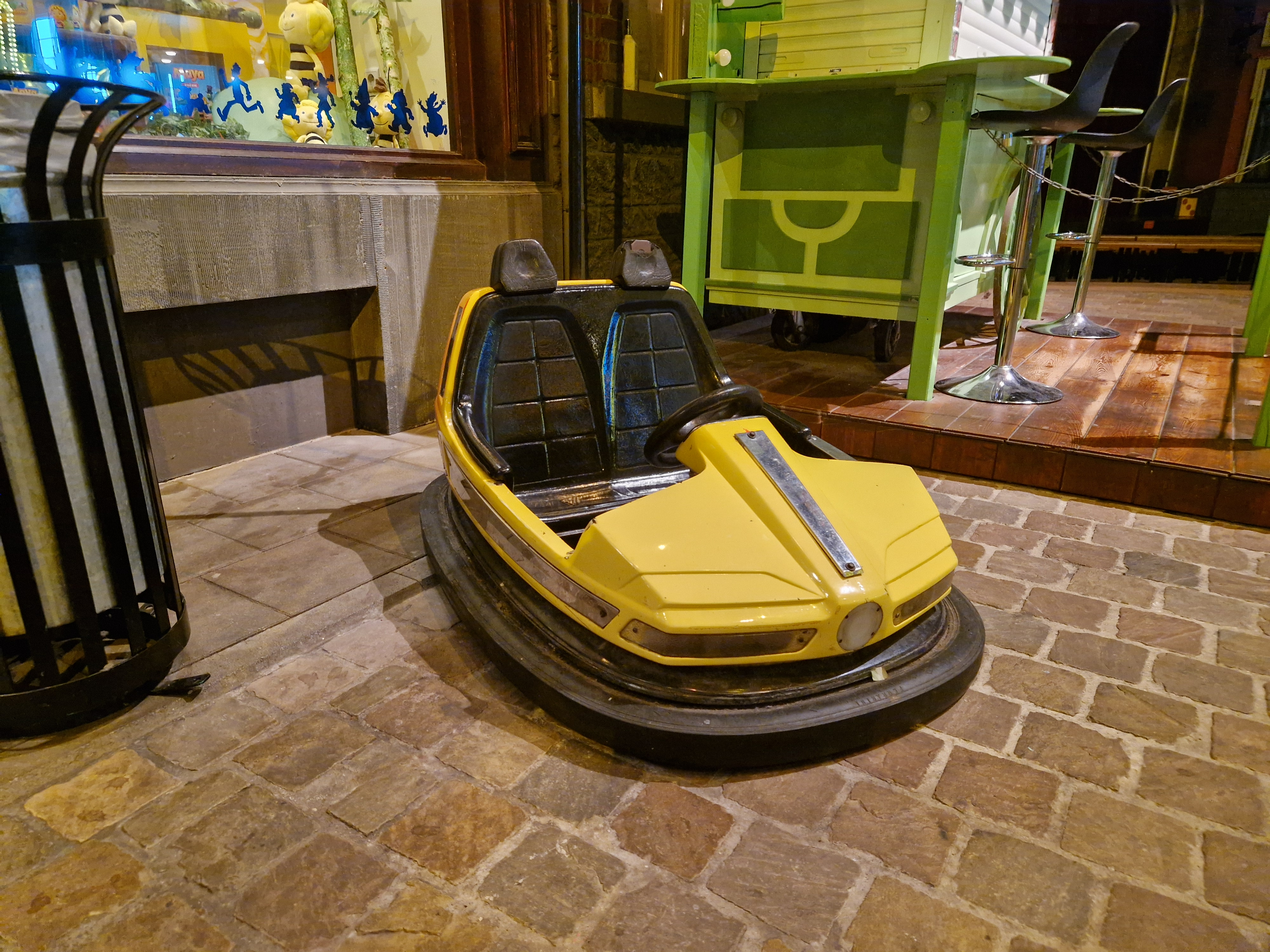

Afbeeldingen